# Ekogate
Ekogate (ou Ekogati) est une localité du Cameroun située dans la Région du Sud-Ouest et le département de la Manyu. Elle est rattachée administrativement à la commune d'Eyumodjock et au canton de Bakogo.

## Population
La localité comptait 48 habitants en 1953, 57 en 1967, principalement Ejagham.
Lors du recensement de 2005 on y a dénombré 127 personnes.